# Jeanne Baxtresser
Jeanne Elizabeth Baxtresser (* 2. August 1947 in Bethlehem, Pennsylvania) ist eine US-amerikanische Flötistin, Aufnahmekünstlerin, Autorin und Dozentin.

## Leben
Jeanne Baxtresser wuchs in Pennsylvania und Minnesota als Tochter der Konzertpianistin Margaret Baxtresser. Sie begann 1958 mit dem Flötenspiel, das ihr im Hausunterricht beigebracht wurde. Bereits in diesem Jahr erhielt sie Bestnoten von der National Federation of Music Clubs. Mit 15 Jahren spielte sie im Minnesota Orchestra unter der Leitung von Emil Opava. Sie besuchte die Interlochen Arts Academy, wo sie ebenfalls Bestnoten einheimste und mehrfach „Flötenspieler des Jahres“ wurde.
Nach ihrem Abschluss hatte sie die Wahl an der Manhattan School of Music und der Juilliard School zu studieren. Sie entschied sich für Juillard, da dort Julius Baker unterrichtete. Während ihrer Zeit an diesem renommierten Musikkonservatorium arbeitete sie mit Komponisten wie Jean Morel, Luciano Berio und Dennis Russell Davies zusammen.
1969, mit 21 Jahren, unmittelbar nach ihrem Abschluss an der Juilliard School begann sie ihre professionelle Karriere als Soloflötistin im Montreal Symphony Orchestra. Sie war sowohl die jüngste als auch, neben der Harfespielerin, die erste weibliche Instrumentalistin im Sinfonieorchester. Während dieser Zeit lehrte sie von 1972 bis 1978 an der McGill University in Montreal und hatte eine Gastprofessur an der Dalhousie University in Halifax, Nova Scotia. 1973 und 1975 spielte sie auf dem Mostly Mozart Festival in New York.
1978 wechselte sie zum Toronto Symphony Orchestra. Mit diesem tourte sie durch die ganze Welt und war an verschiedenen Aufnahmen für die CBC beteiligt. 1983 ging ihr ehemaliger Lehrer Julius Baker in den Ruhestand und machte seinen Platz bei den New Yorker Philharmonikern für neue Talente frei. Nachdem Baxtressers Mann David H. Carroll ebenfalls dort eine Position besetzte, bewarb sie sich. Sie nahm an einer dreitägigen Audition teil, lehnte danach aber eine Teilnahme an einem Auftritt in Südamerika ab, da sich das Komitee noch nicht entschieden hatte. Der nächste Auftritt sollte dann in New York stattfinden, doch Orchesterleiter Zubin Mehta war verletzt und als Ersatz kam Andrew Davies, ihr Dirigent im Toronto Symphony Orchestra. Mehta kontaktierte sie kurz nach ihrem Rückflug und nahm sie in die Philharmonie auf. Wieder war sie die erste weibliche Flöten-Stimmführerin in der Geschichte der Philharmoniker.
Mit den New Yorker Philharmonikern hatte sie zahlreiche Auftritte unter Dirigenten wie Mehta, Giuseppe Sinopoli, Leonard Bernstein und Kurt Masur. Sie nahm an zahlreichen Aufnahmen des Sinfonieorchesters teil, spielte aber auch Soloauftritte und widmete sich der Kammermusik. Während dieser Zeit lehrte sie sowohl von 1985 bis 2001 an der Juilliard School als auch von 1990 bis 2001 an der Manhattan School of Music.
1998 beendete sie ihre Karriere bei den New Yorker Philharmonikern und wurde Dozentin an der Carnegie Mellon University in Pittsburgh, Pennsylvania. Wie schon bei den Philharmonikern beerbte sie dort ihren Mentor Julius Baker. Parallel unterrichtete sie drei Jahre am New England Conservatory in Boston. Meisterklassen unterrichtete sie außerdem in Asien, Europa und Amerika.

## Instrumente
Während ihrer Zeit bei den New Yorker Philharmonikern spielte sie eine Flöte von Wm S. Haynes (#29995) mit einem Kopfstück von LaFin sowie einem Kopfstück von Albert Cooper, das ihr von ihrem Mentor Julius Baker überlassen wurde.

## Ehrungen
Im Laufe ihrer umfangreichen Karriere erhielt zahlreiche Ehrungen. So wurde sie Ehrenprofessor an der Carnegie Mellon University. Sie erhielt außerdem den Lifetime Achievement Award der National Flute Association sowie die National Medal of Arts des Interlochen Center for the Arts. Außerdem ist sie Mitglied des Ehrenkomitees der Suzuki Association of the Americas. Ihr Buch Great Flute Duos from the Orchestral Repertoire gewann 2004 den Musikwettbewerb der National Flute Association. Das Buch Orchestral Excerpts for Flute with Piano Accompaniment (Theodore Presser)sowie die Begleit-CD Orchestral Excerpts for Flute with Spoken Commentary zählen heute zu den Standardwerken der Musikpädagogik für Flötenspieler.

## Privatleben
Jeanne Baxtresser heiratete 1976 ihren Kollegen, den Fagottspieler David H. Carroll, mit dem sie zusammen im Montreal Symphony Orchestra spielte. Das Paar zog 2000 nach Wexford.

## Werke
- Orchestral Excerpts for Flute with Piano Accompaniment. Theodore Presser Company, 1995, ISBN 0-934009-97-X.
- Flower Duet from Lakmé. Theodore Presser Company, 1999, ISBN 1-59806-032-5.
- Great Duos from the Orchestral Repertoire. Theodore Presser Company, 2002, ISBN 0-934009-98-8.

## Diskografie

### Soloalben
- 1997: Jeanne Baxtresser, Principal Flute, New York Philharmonic (Cala Records)
- 1998: Jeanne Baxtresser Plays Taktakishvili, Martin, Gieseking, Gaubert, Amirov and Debussy (Cala Records)
- 1998: Baroque Flute (Carlton Classics)
- 1999: New York Legends: Flute (Cala Records)
- 2002: Jeanne Baxtresser, Debut Solo Recording, Montreal 1977 (Eigenproduktion, Aufnahme von 1977)
- 2006: Orchestral Excerpts for Flute with spoken commentary (Summit Records)
- 2006: Chamber Music for Flute (Cala Records)
- 2006: A Collection of My Favorites (MSR Classics)

### Gastauftritte
- 1991: Ofra Harnoy: Ofra Harnoy and Friends
- 1994: Ofra Harnoy & Friends: Duets
- 1998: Andrew Davis: The Baroque Album

### Kollaborationen
- 1977: Romantic Flute Music (McGill University Records, mit Paul Helmer)
- 2010: The Magic Flute (Fanfare Digital Recording, mit David Carroll und Andrew Davis)
- 2010: Bolling: Suite for Flute and Jazz Trio (Pro Arte) (zusammen mit dem Eric Robertson Trio)
- 2010: Gershwin with Jeanne Baxtresser and Julius Baker (EP, Eigenproduktion)
- 2010: The Baroque Flute (Fanfare Digital Recording, zusammen mit dem Toronto Chamber Orchestra geleitet von Andrew Davis)

### Als Teil eines Ensembles
- 1970: Différences / Sequenza III & IV / Due Pezzi / Chamber Music (Philips Records, für Luciano Berio)
- 1976: L’Heptade (CBS Records, mit Harmonium)
- 1977: Le Saint-Laurent (London Records, mit André Gagnon)
- 2001: Adagio For Strings / Violin Concerto / Orchestral & Chamber Works (EMI, mit dem St. Louis Symphony Orchestra)
- 2011: Barber: Orchestral and Chamber Works (EMI, mit dem St. Louis Symphony Orchestra)

### Sampler
- 1999: Introducing New York Legends (10-CD-Set)
- 2010: Samuel Barber: Adagio (100th Anniversary) (EMI Classics)

### Mit den New Yorker Philharmonikern
Kurt Masur und Zubin Mehta (veröffentlicht über Teldec)
- Beethoven – Symphony No. 5; Egmont Overture
- Berg – Lulu Suite
- Brahms – Ein deutsches Requiem; Symphonies No. 1, No. 2, No. 3, and No. 4; Academic Festival Overture; Tragic Overture; Variations on a Theme of Joseph Haydn; Schicksalslied
- Britten – War Requiem
- Bruckner – Symphonies No. 4 and No. 7
- Antonín Dvořák – Symphonies No. 8 and No. 9; Cello Concerto (with Yo-Yo Ma)
- Debussy – La Mer; Afternoon of a Faun
- Franck – Symphony in D Minor
- Gershwin – Porgy and Bess; An American in Paris
- Ives/Brahms/Reger – Variations
- Janáček – Sinfonietta
- Kodály – Hary Janos Suite
- Liszt – Mephisto Waltz; Mazeppa
- Mahler – Symphonies No. 1, No. 5, and No. 9
- Ravel – La Valse
- Schönberg – Gurre-Lieder
- Shostakovich – Symphony No. 13 “Babi Yar”
- Sibelius – Symphony No. 2
- Stravinsky – Le sacre du printemps; Symphony in Three Movements
- Tchaikovsky – Waltzes
- Weill – The Seven Deadly Sins

Leonard Bernstein und Giuseppe Sinopoli (veröffentlicht über Deutsche Grammophon)
- Copland – Symphony No. 3
- Ives – Symphony No. 2
- Mahler – Symphonies No. 2, No. 3, and No. 7
- Mussorgsky – Night on Bald Mountain
- Ravel – Valses nobles et sentimentales
- Respighi – Pines of Rome; Fountains of Rome; Roman Festivals
- Scriabin – The Poem of Ecstasy; Symphony No. 3
- Strauss – Also sprach Zarathustra; Tod und Verklärung
- Tchaikovsky – Symphony No. 5; Symphony No. 6 “Pathetique”

Yuri Temirkanov  (veröffentlicht über RCA Victor Red Seal)
- Rimsky-Korsakov – Scheherazade; Russian Easter Overture